# Георги Танев (политик)
Вижте пояснителната страница за други личности с името Георги Танев.
Георги Сотиров Танев е български политик от Българската комунистическата партия (БКП), генерал-майор от Министерство на вътрешните работи. В периода 1979 – 1981 е първи секретар на Комсомола, а по време на т.нар. Възродителен процес е първи секретар на Окръжния комитет на БКП в Кърджали (1981), председател на Областния народен съвет в Хасково (1987), министър на транспорта (1988) и министър на вътрешните работи (1988 – 1989).

## Образование и партийни назначения
Георги Танев е роден на 8 октомври 1943 г. в Пазарджик. През 1970 г. завършва Техническия университет в Дрезден, след което защитава там кандидатска дисертация (1971). Член е на БКП от 1968 г. След завръщането си в България е заместник-директор на Завода за магнитни дискове в Пазарджик (1971 – 1972), след което е секретар и първи секретар на Градския комитет на БКП (1972 – 1976) и секретар (1976 – 1977) и първи секретар (1977 – 1979) на Окръжния комитет на БКП в Пазарджик.
От 1979 до 1981 г. Георги Танев е първи секретар на Централния комитет (ЦК) на Димитровския комунистически младежки съюз.

## По време на Възродителния процес
През 1981 г. става член на ЦК на БКП и е назначен за първи секретар на Окръжния комитет на БКП в Кърджали, а през 1987 г. става председател на новосъздадения Областен народен съвет в Хасково. По това време, през 1984 г. започва насилственото преименуване на българските турци в Кърджали и Хасково, което предшества по-мащабното сменяне на имената в цялата страна през следващата 1985 г. Тези процеси, известни обобщено като „Възродителен процес“, са свързани с множество действия, които режимът предприема срещу турското малцинство в разрез с принципите за гарантиране спазването на основни човешки права и са още едно доказателство за репресивния характер на тоталитарния режим установен в страната. Лично Тодор Живков отдава на Георги Танев заслугата за ефективното провеждане на „Възродителния процес“ в Кърджалийски окръг.
През април 1988 г. Георги Танев е назначен за завеждащ отдел в ЦК на БКП, през септември – за министър на транспорта, а през декември – за министър на вътрешните работи в правителството на Георги Атанасов.
Няколко месеца преди падането на комунистическия режим в България през 1989 г. и малко след Майските събития от същата година, в качеството си на министър на вътрешните работи Георги Танев издава писмени указания към различни управления на ДС във връзка със зачестилите бягства от Народна република България. както и указания за това как да действа МВР-ДС при подготовката за принудителното изселване на български граждани мюсюлмани, известно като „Голямата екскурзия“.
На 27 декември 1989 г. е отстранен от правителството, а през 1990 г. – и от партийното ръководство.